# Hyphessobrycon amandae

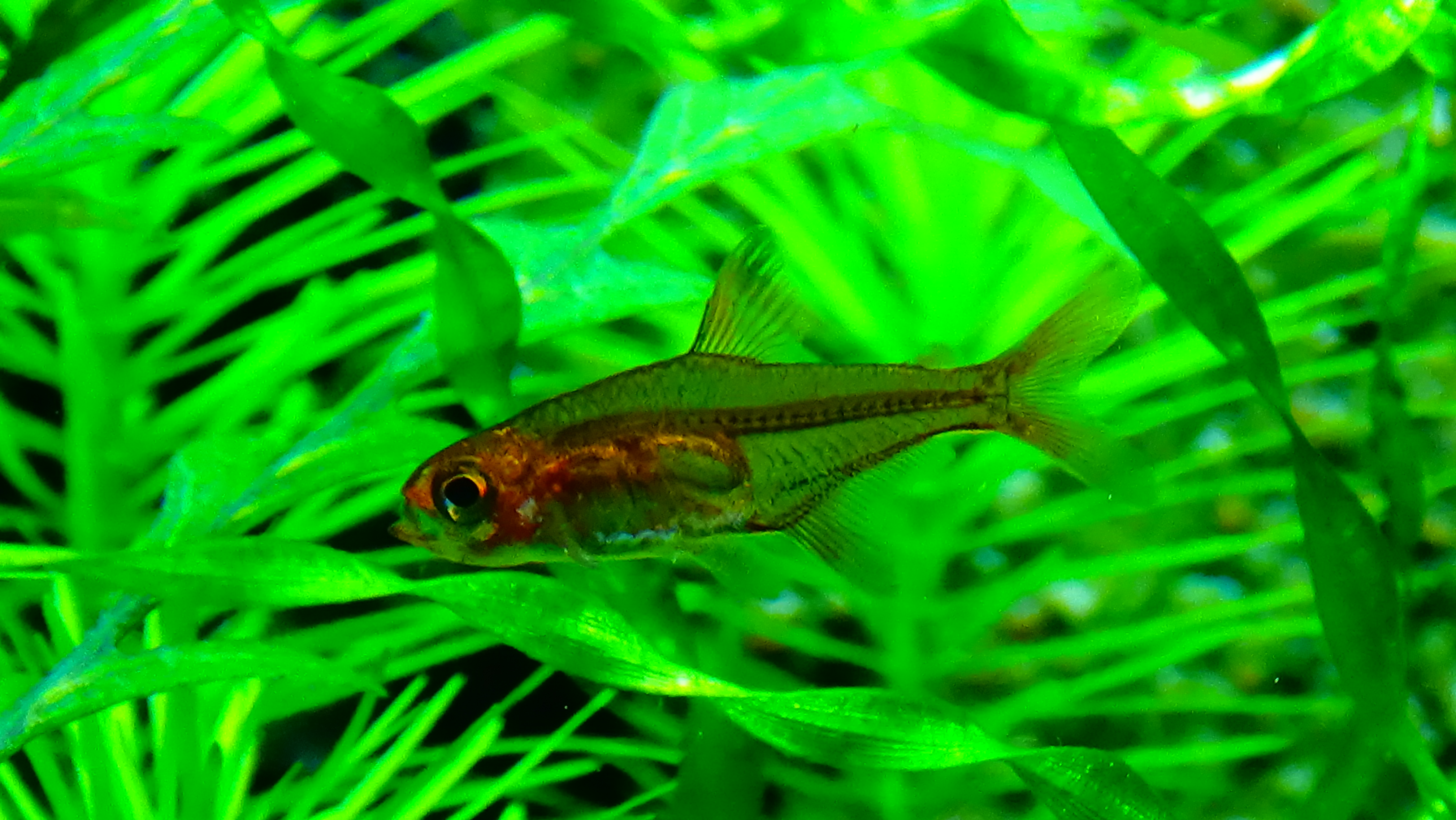
Hyphessobrycon amandae

Cá Tetra Ember (Danh pháp khoa học: Hyphessobrycon amandae) là một loài cá nước ngọt trong họ Characidae thuộc bộ cá chép mỡ Characiformes. Đây là loài cá bản địa của vùng bồn địa sông Araguaia của Brazil, đây là loài cá được khám phá ra từ 15 năm trước và cái tên này được đặt để vinh danh người mẹ của nhà khai phá cá Heiko Bleher (bà mẹ tên là Amanda Bleher). Chúng là một trong những loài được ưa chuộng để nuôi làm cá cảnh.

## Đặc điểm
Loài cá này thuộc thể loại Cá Tetra sống trong môi trường nước ngọt nhưng chiều dài tối đa có thể lên đến 2 cm, chúng ăn những loài động vật không xương nhỏ hơn và cây cối thủy sinh. Chúng có mầu hồng đậm trên toàn thân và có thể tối màu hoặc trong suốt và có một đường sọc đậm hơn kéo dài từ mang cho tới gần gốc đuôi.
Chúng là một trong những loài cá được ưa chuộng để nuôi làm cảnh. Trong bể cá cảnh, cá Ember thường được nuôi giữ với độ pH gần 6.6 và độ cứng của nước từ 5–17 dGH, nhiệt độ thích hợp khoảng từ 23–29 C (73–84 F). Trong bể cá nên trang trí thêm cây cối và môi trường mở cho chúng bơi lội. Cá Ember sống trong nhóm từ 4–6 cá thể và bơi theo bầy, chúng cũng có thể chấp nhận bơi cùng một vài loài cá khác. Chúng không kén ăn và có thể chấp nhận ăn đa dạng nhiều loại thức ăn dành cho cá.